# 顆粒指形軟珊瑚
顆粒指形軟珊瑚（学名：Sinularia granosa）为軟珊瑚科指形軟珊瑚屬下的一个种。